# Alpspitze
Alpspitze es el segunda pico más conocido en el sistema de los montes del Wetterstein después del Zugspitze. Con su forma piramidal es el pico más prominente visto desde la ciudad de Garmisch-Partenkirchen.
Hay varios ascensos desde la estación de teleférico del Alpspitze que termina en el pico del Osterfelderkopf, en frente del Alpspitze. Desde ahí llevan dos Vía ferrata al pico del Alpspitze, la vía ferrata de la Alpsitze (Alpitz-Ferrata) y la vía ferrata de Nordwand (Nordwandsteig).
- Datos: Q252743
- Multimedia: Alpspitze / Q252743